# أمون ملك يهوذا
أمون ملك يهوذا (بالعبرية: אָמוֹן) و (باليونانية: Αμων)‏ وهو ملك يهوذا بدأ حكمه حسب الكتاب المقدس من سنة 643 ق م حيث خلف والده منسى ملك يهوذا في الحُكُم وحسب الكتاب ذكر بأنه كان ملك شرير وعبد الأصنام وتوفي في سنة 640 ق م وخلفه في الحُكُم إبنه يوشيا.